# Phelsuma edwardnewtoni
Phelsuma edwardnewtoni är en ödleart som beskrevs av  Vinson 1969. Phelsuma edwardnewtoni ingår i släktet Phelsuma och familjen geckoödlor. Inga underarter finns listade i Catalogue of Life.